# 覚王山駅
覚王山駅（かくおうざんえき）は、愛知県名古屋市千種区末盛通1丁目にある、名古屋市営地下鉄東山線の駅である。駅番号はH15。インパクトカラーは薄橙色。

## 歴史
地下鉄開業以前は路面電車の電停があり、覚王山日泰寺への参詣者輸送を目的として1911年に名古屋市電覚王山線（西裏 - 覚王山）が開業した。名東区や長久手市方面との接続も計画され、1925年には愛知中央電気鉄道の支線として猪高 - 覚王山で免許申請がなされたが、不況により未成線に終わっている。戦後の地下鉄開業により、路面電車は完全に廃止された。
- 1963年（昭和38年）4月1日：開業。
- 2004年（平成16年）：バリアフリー化。
- 2011年（平成23年）2月11日：ICカードmanaca供用開始。
- 2015年（平成27年）12月14日：可動式ホーム柵使用開始。

## 駅構造
相対式2面2線のホームを持つ地下駅で可動式ホーム柵が設置されている。東側（本山駅寄り）のコンコースと改札は、道路の勾配の関係で線路の下に設置されており、あまり見ることのできない構造である。なお、このコンコースと改札は早朝と夜間は閉鎖される。エレベーターは各ホームと1番出入口に1基ずつ設置されており、西改札口へのみつながっている。
かつては西改札口外側で店舗が営業していたが、最後まで営業していた書店も2024年1月末で閉店しており、現在駅構内に店は無い。
当駅は、東山線駅務区名古屋管区駅が管轄している。

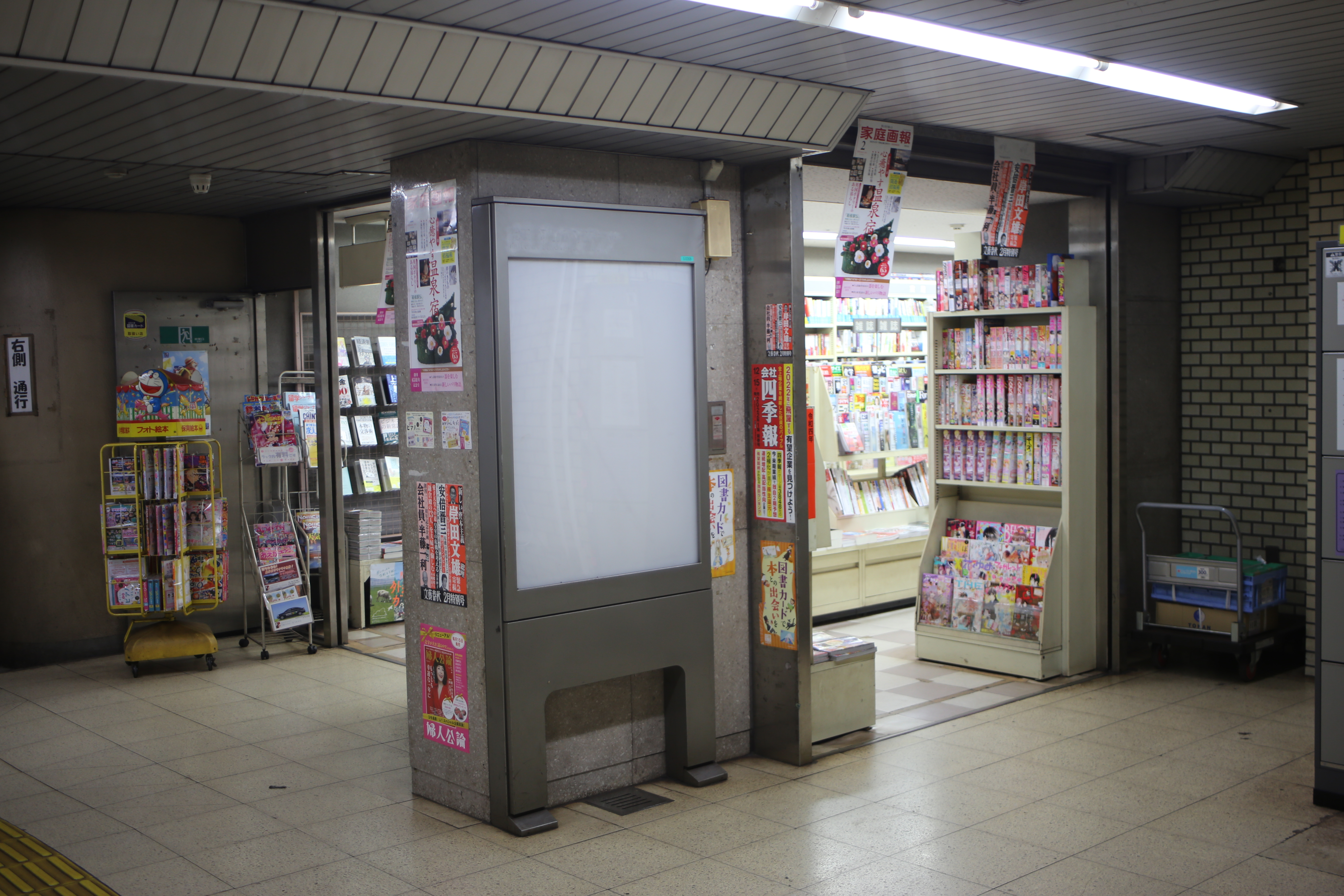
構内店舗
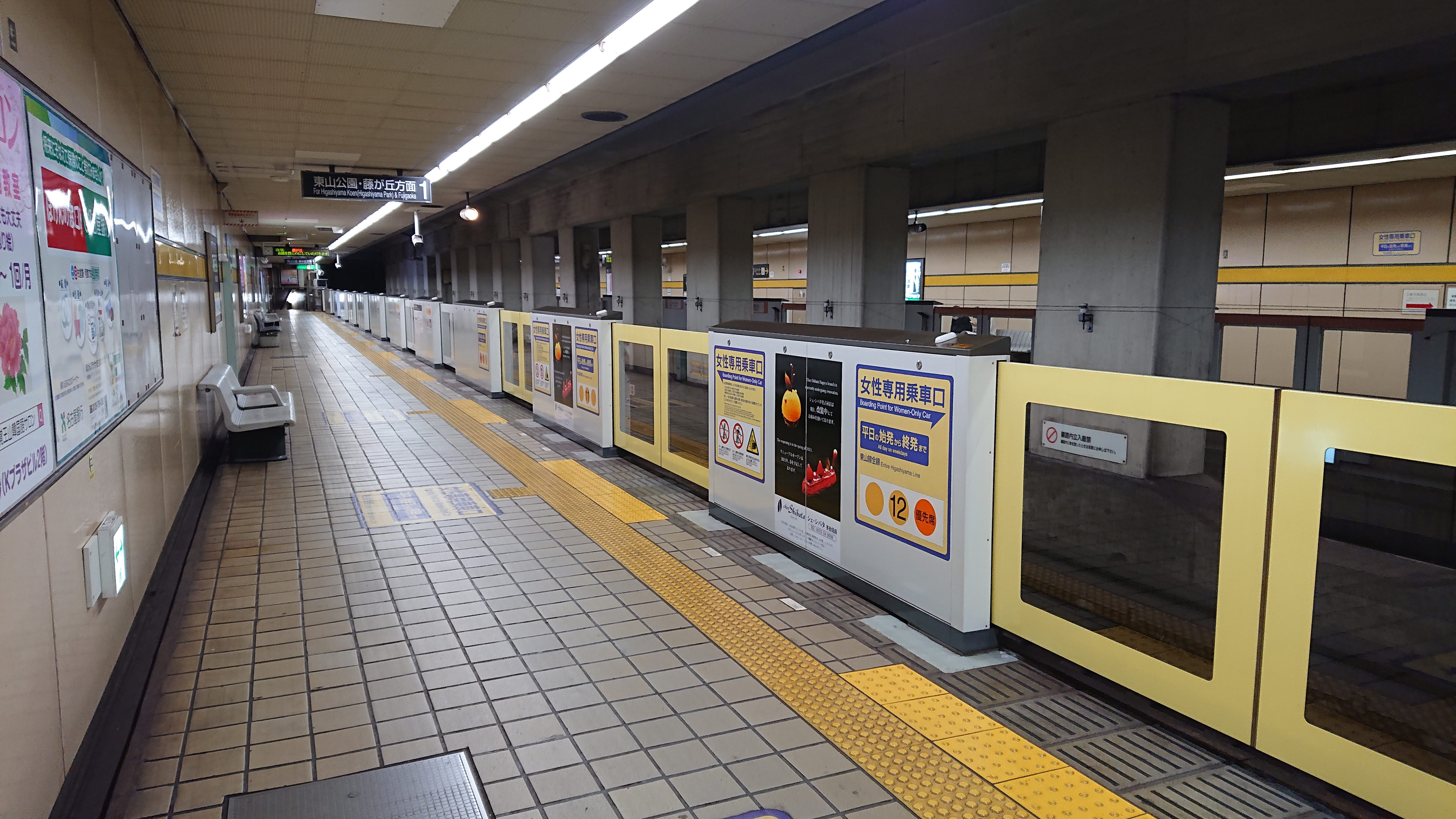
プラットホーム

### のりば
| ホーム | 路線   | 行先                 |
| ------ | ------ | -------------------- |
| 1      | 東山線 | 東山公園・藤が丘方面 |
| 2      | 東山線 | 栄・名古屋・高畑方面 |

## 駅周辺

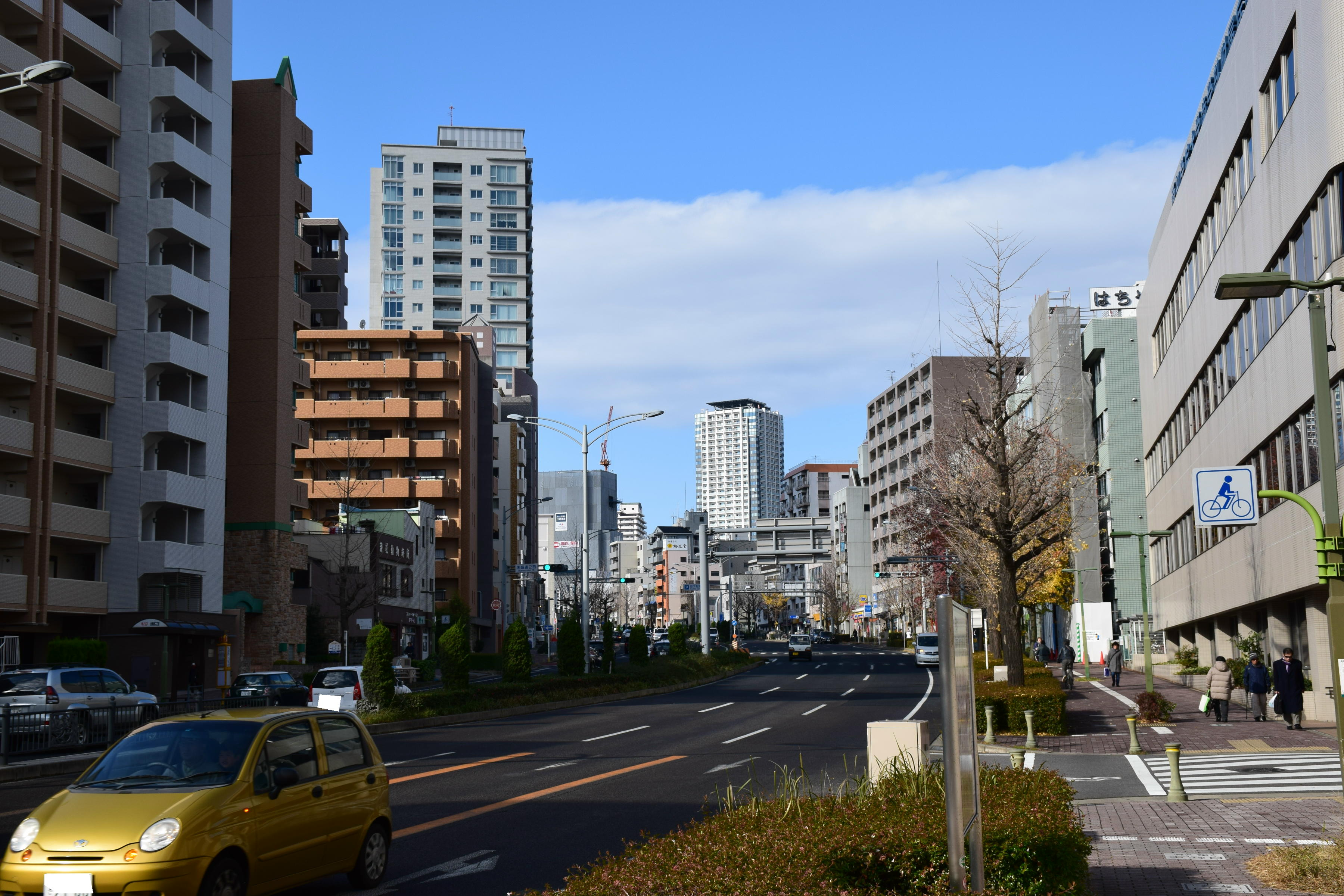
愛知学院大学歯学部附属病院付近から覚王山駅方面を望む

駅北にある日泰寺によって栄えてきた古い街で、マンションや一般住宅が建ち並ぶ住宅地区、商業地域として広小路通（愛知県道60号名古屋長久手線）沿線と駅から日泰寺へ向かう道は、古い店と「日泰寺」の「泰」であるタイ王国などのエスニック系など新しい店が混在する商店街を形成しており、商店街組合を中心にこの通り沿いで年に数回行われる「覚王山まつり」なども活気がある。毎月21日は日泰寺の縁日であり、この日はお年寄りを中心に多くの人々が当地を訪れる。

### 周辺の施設
- 覚王山日泰寺
- 揚輝荘
- 三菱UFJ銀行覚王山支店
- 名古屋銀行覚王山支店
- 愛知学院大学末盛キャンパス
  - 愛知学院大学歯学部附属病院
- 名古屋市立田代小学校
- 田代コミュニティセンター
- 椙山女学園山添キャンパス
  - 椙山女学園高等学校
  - 椙山女学園中学校
  - 椙山女学園大学附属小学校
  - 椙山女学園大学附属幼稚園
  - 椙山女学園大学附属保育園
- 名古屋覚王山郵便局

### バス路線
最寄りのバス停は、名古屋市営バスの「覚王山」で、以下の路線が乗り入れている。
- 金山11：池下 - 覚王山 - 桜山・金山
- 池下11：池下 - 覚王山 - 猪高車庫（今池経由・猫洞通経由）
- 茶屋12：池下 - 覚王山 - 猪子石団地・汁谷東
- 深夜1：栄 - 覚王山 - 藤が丘

## シールド工法
戦前から戦後にかけて、日本国内のトンネル建設の一部にシールド工法が採用されていたが、東山線池下 - 当駅間の名古屋市地下鉄堀割町工区（覚王山トンネル）には戦後初めて本格的なシールド工法を採用した（シールド施工延長、上り線356.7 m・下り線387.8 m）。この区間は民有地の地下を通過しなければならず、従来からの開削工法での施工は困難なことからシールド工法が採用されたものである。
日本国内の地下鉄工事（都市鉄道）で初めて円形断面のシールド工法（シールドマシン外径6.57 m・セグメント外径6.4 mの単線シールド）が使用され、セグメントには後に一般的となる鉄筋コンクリート製が使用された。シールド工事にあたって、営団地下鉄丸ノ内線国会議事堂前付近のルーフシールド工事で使用したジャッキや水圧ポンプを営団から借用した。掘削は作業員の人力による手掘り式シールドで、当初は補助工法（圧気）は使用していなかったが、途中から圧気工法が併用された。このため、工程に遅れが生じたため、シールドマシンは1基から2基となった。建設に伴う地上への影響は、道路、住居等の損壊や亀裂、地盤沈下を含めて一切なかった。日本のシールドトンネル技術の基礎になったものである。
この建設工事で使われたシールドマシンは、後に東京モノレール羽田空港線の羽田整備場駅 - （旧）羽田駅間の地下部分の建設に再利用された（ただし、この区間は1993年9月の新線切り替え時に廃止されている）。

## 隣の駅
名古屋市営地下鉄
 東山線
池下駅 (H14) - 覚王山駅 (H15) - 本山駅 (H16)

#### WEB
1. ↑  “交通広告メディアガイド2021年版” (PDF).   名古屋市交通局. 2021年4月4日閲覧。
2. ↑  『主要都市の高度利用地地価動向報告～平成27年第1四半期～』（PDF）（レポート）国土交通省土地・建設産業局、2015年6月。オリジナルの2015年7月2日時点におけるアーカイブ。2015年7月12日閲覧。
3. ↑  “東山線覚王山トンネル”. 日本のコンクリート100年デジタルアーカイブ.   公益社団法人日本コンクリート工学会. 2023年11月7日閲覧。
4. ↑  池田誠一. “プロジェクト紀行 地下鉄が変えた街 －なごや地下鉄建設の物語－ 【５】池下・星ヶ丘…名古屋の東西軸へ” (PDF).   一般社団法人日本電気協会中部支部. 2023年11月7日閲覧。
5. ↑  「羽田線モノレール土木工事」 - 日立製作所『日立評論』1965年4月号。

#### 書籍
1. 1 2 3 4  日本トンネル技術協会『設立40周年記念事業 シールド技術変遷史』pp.2-5- 2-8。
2. 1 2 3 4 5 6  山海堂『土木施工』1962年7月号解説「シールド工法による名古屋市の地下鉄工事」」pp.36 - 41。